# Odsherred Teater
Odsherred Teater er et teater beliggende midt på gågaden Algade i Nykøbing Sjælland. Teatret har eksisteret siden 1996 og har status som egnsteater. 

## Forestillinger
Odsherred Teater har produceret forestillingerne:
- 2025 Vraget
- 2024 Dæmningen
- 2023 90-års fødselsdagen
- 2023 Jeg går!/Alt er floskler
- 2022 Last Christmas
- 2022 Missilet
- 2021 Flæsk, tæsk og toner
- 2021 Liv i kludene
- 2020 Bankovarieté - Jul på Flødeskumsfronten
- 2020 Når alt kommer til alt
- 2019 Bankovarieté - Funny Beach
- 2019 I Will be Everything
- 2019 To halvgamle mænd
- 2018 Bankovarieté - Godt pyntet
- 2018 Kender du Malou?

- 2017 Bankovarieté - Gaveræset
- 2017 Nina kære Nina
- 2017 Kom igen, kylling!
- 2016 Bankovarieté 2016
- 2016 Velkommen til Twin Peaks
- 2015 Banko
- 2015 Byen bag skoven
- 2014 Once upon a time in Nordvest
- 2013 Hengemte godter
- 2013 Historien om en sang
- 2013 Pim and Theo
- 2013 I Svanesøen
- 2012 Halløj på Bøhlandet
- 2012 Trædemølle, sofapøllen og jagten på det grå guld
- 2011 Midt i en klynketid
- 2011 Landet - should I Stay or should i Go?
- 2011 La Boheme
- 2010 Laser og Pjalter
- 2010 Hva´ rager det Gud?
- 2009 De Andres Drømme
- 2009 Strenge Tider
- 2008 Rejsen hjem
- 2008 Frisk pust over Odsherred
- 2007 Gå Gennem Bjerget
- 2007 Galefyrsten
- 2006 Woyzeck
- 2005 Underværket
- 2005 Gæsten
- 2005 Bare slug kamelen
- 2005 Mirad
- 2005 De onde
- 2004 Ka´ du li´ porno?
- 2004 Mere smukt end brugt – Tommy Kenter
- 2004 Osvald – lige henne om hjørnet
- 2003-2005 Hane, Hop
- 2003-2005 Svinestien
- 2002 Hitlers barndom
- 2002 Brugt, men smukt – Tommy Kenter
- 2001 Og snart skal man jo dø
- 2001 Fluernes herre
- 2000 Vild i varmen
- 1999 Den gode tyv
- 1999 Virkeligheden
- 1999 Ifigenia kongebarn
- 1998 Romeo og Julie
- 1998 Orkanens øje
- 1998 Tal! Det er så mørkt
- 1998 Nora Scheherazades drømte liv
- 1997 Den øreløse sanger
- 1996 En landmålers historie
- 1996 Kentaur